# Georges Trombert
Georges Auguste Ernest Trombert (Ginebra, 10 de agosto de 1874-Lyon, 27 de febrero de 1949) fue un deportista francés que compitió en esgrima, especialista en las modalidades de florete, espada y sable. Participó en los Juegos Olímpicos de Amberes 1920, obteniendo tres medallas, dos de plata y una de bronce.

## Palmarés internacional
| Juegos Olímpicos | Juegos Olímpicos  | Juegos Olímpicos  | Juegos Olímpicos    |
| Año              | Lugar             | Medalla           | Prueba              |
| ---------------- | ----------------- | ----------------- | ------------------- |
| 1920             | Amberes (Bélgica) | Medalla de plata  | Florete por equipos |
| 1920             | Amberes (Bélgica) | Medalla de plata  | Sable por equipos   |
| 1920             | Amberes (Bélgica) | Medalla de bronce | Espada por equipos  |